# Brückenstraße 78 bis 86 (Düren)
Die Wohnhäuser Brückenstraße 78 bis 86  stehen im Grüngürtel in Düren in Nordrhein-Westfalen. 
Es handelt sich um ein Ensemble von fünf zweigeschossigen Wohnhäusern in einem original erhaltenen Zustand. Die Gebäude sind jeweils zweiachsige Backsteinreihenhäuser mit einer erkerartigen Betonung des Erdgeschossfensters durch einen vorgesetzten Sockeln und Backsteinziergiebel. Nachträglich wurden Fenstergewände aus Betonwerksteinen im Erdgeschoss eingebaut. Sie lehnen sich optisch an die historischen Kastenfenster an.
Die Bauwerke sind unter Nr. 1/085 bis 1/088 und 1/094 in die Denkmalliste der Stadt Düren eingetragen.

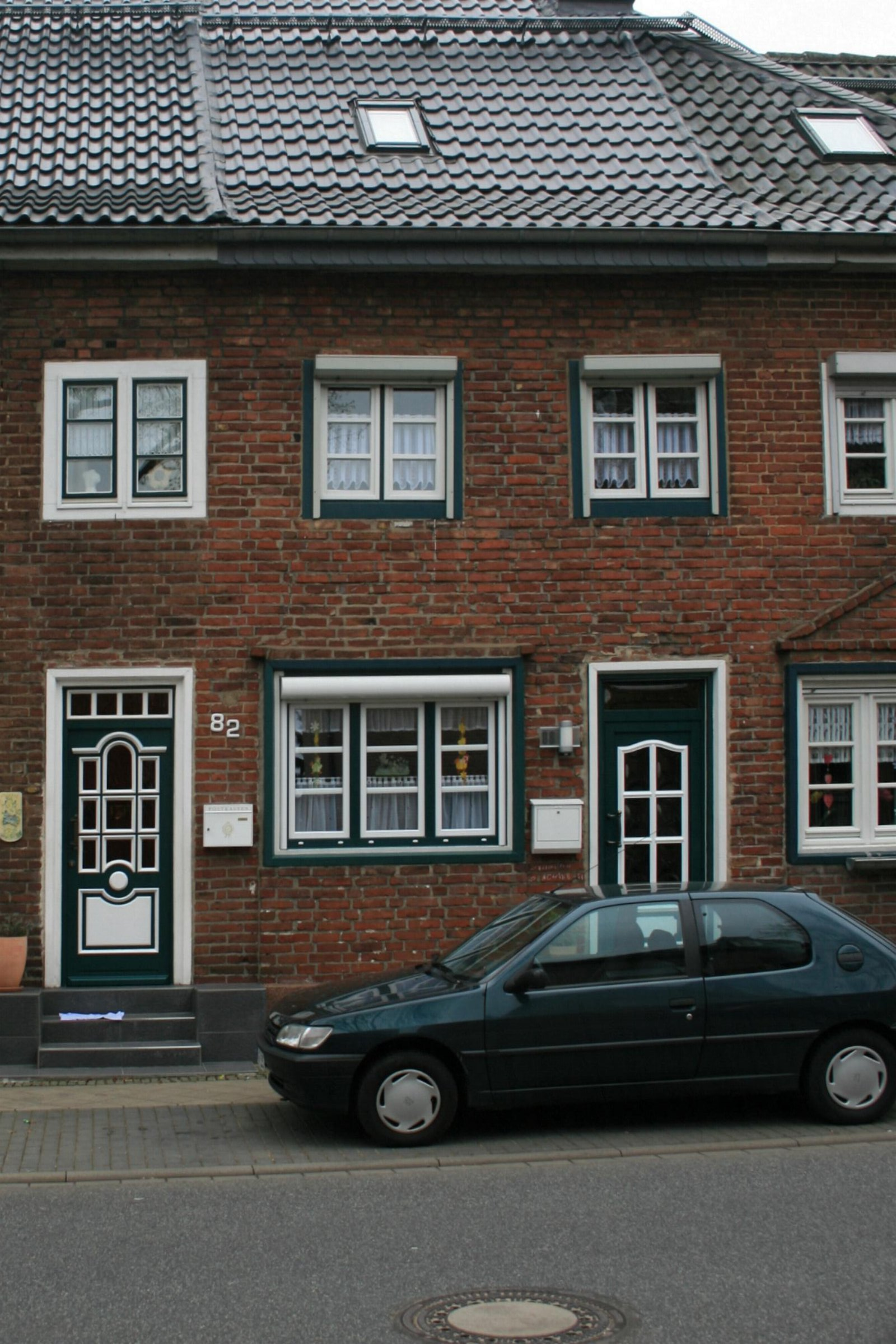
Brückenstraße 80
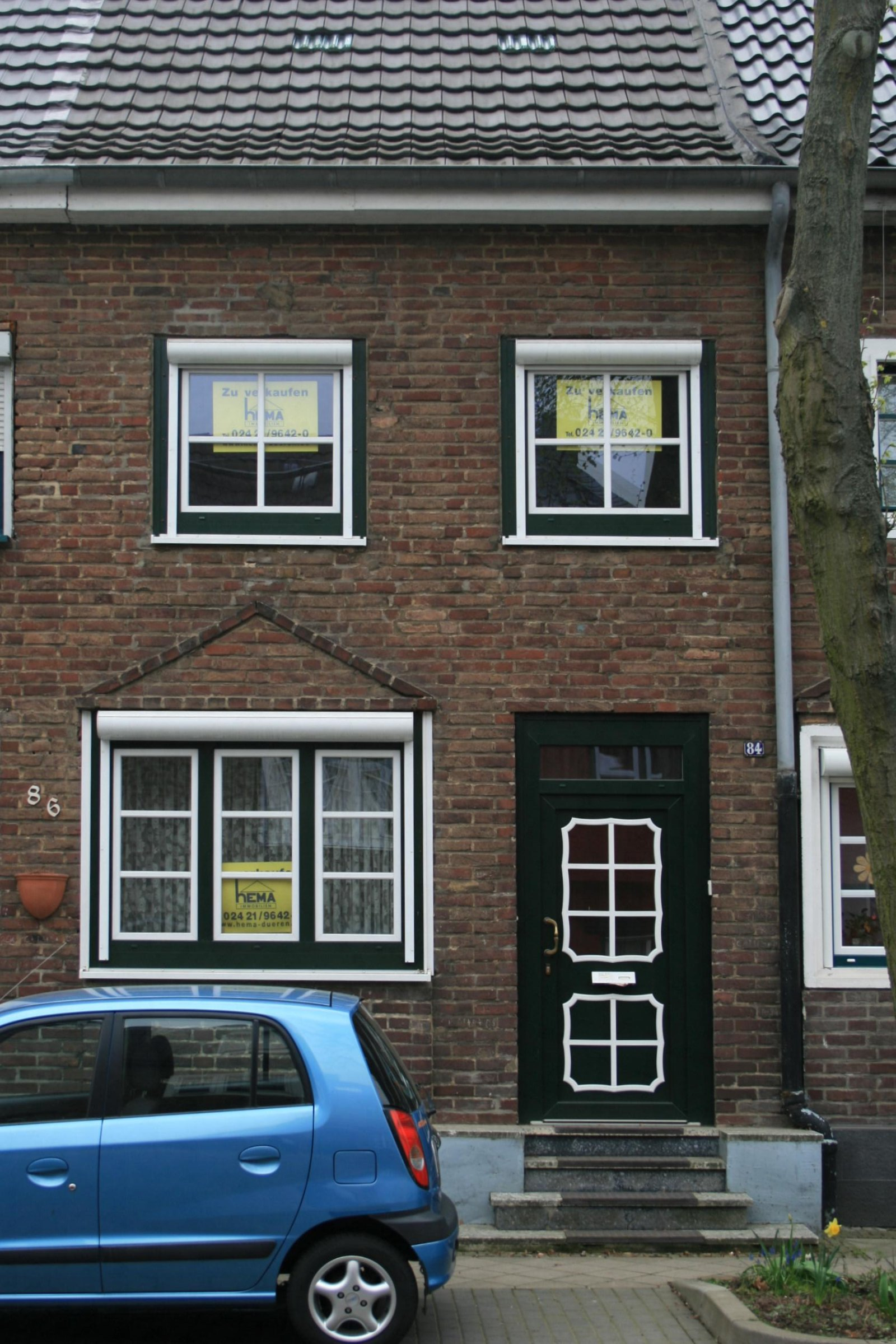
Brückenstraße 84
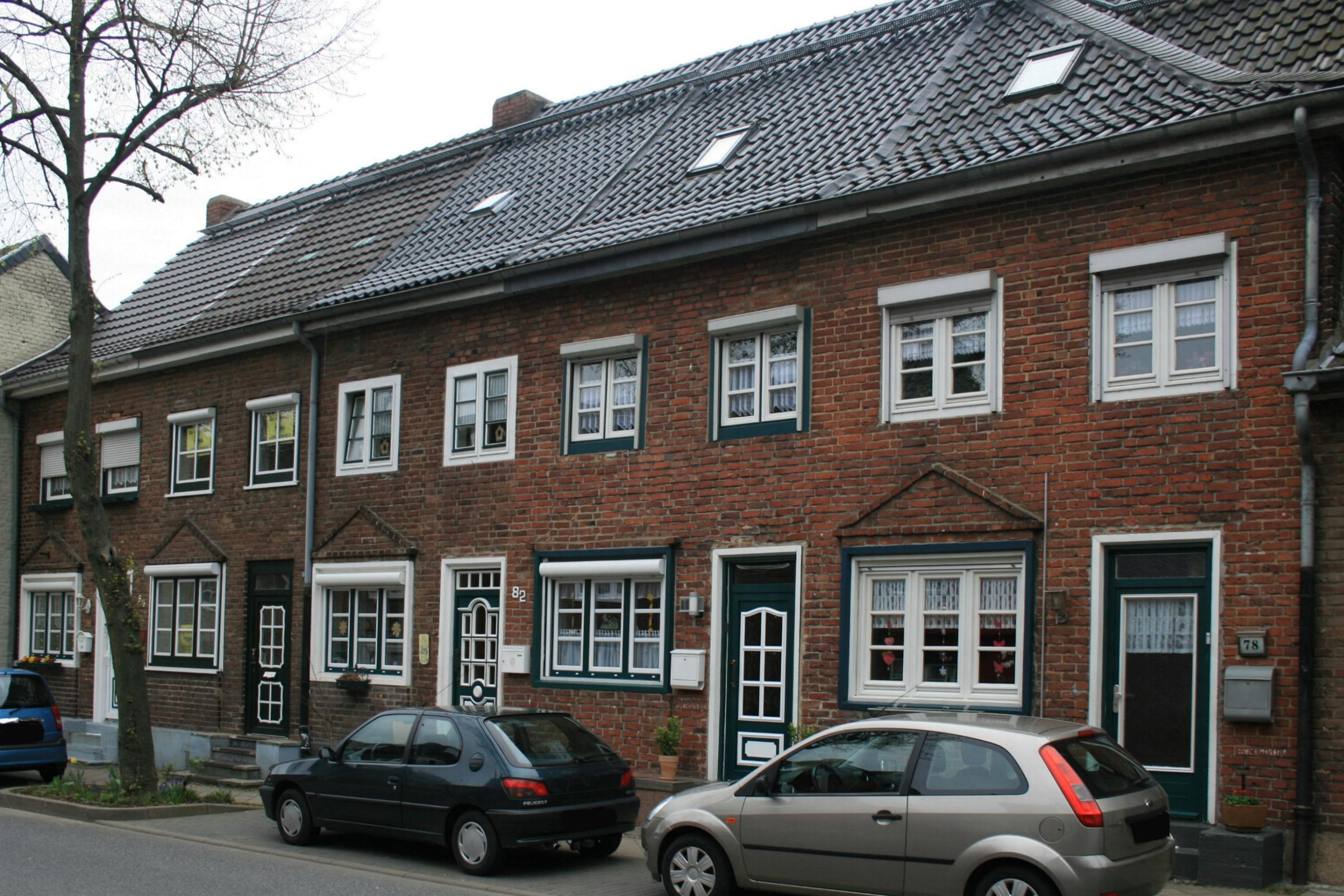
Brückenstraße 78
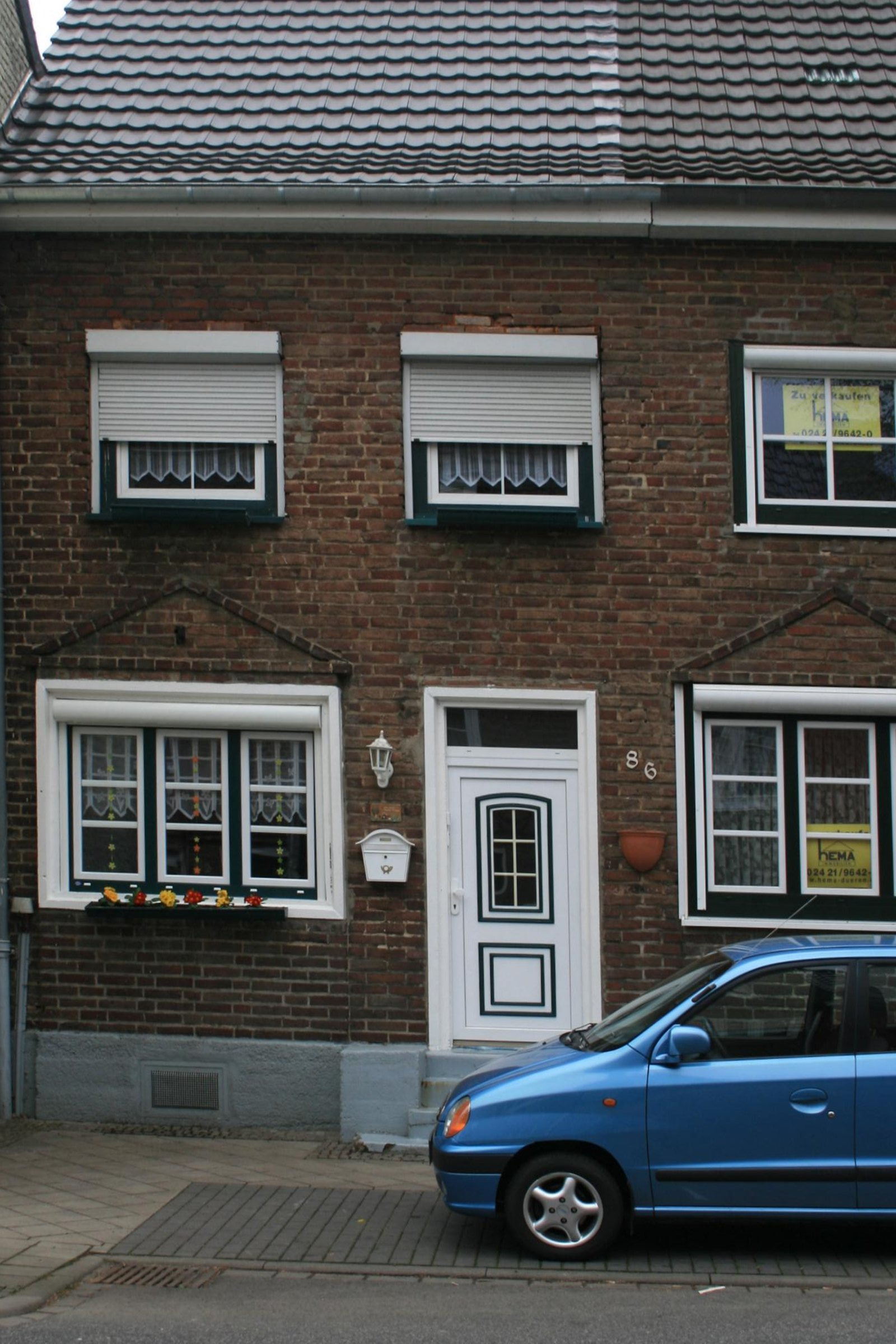
Brückenstraße 86
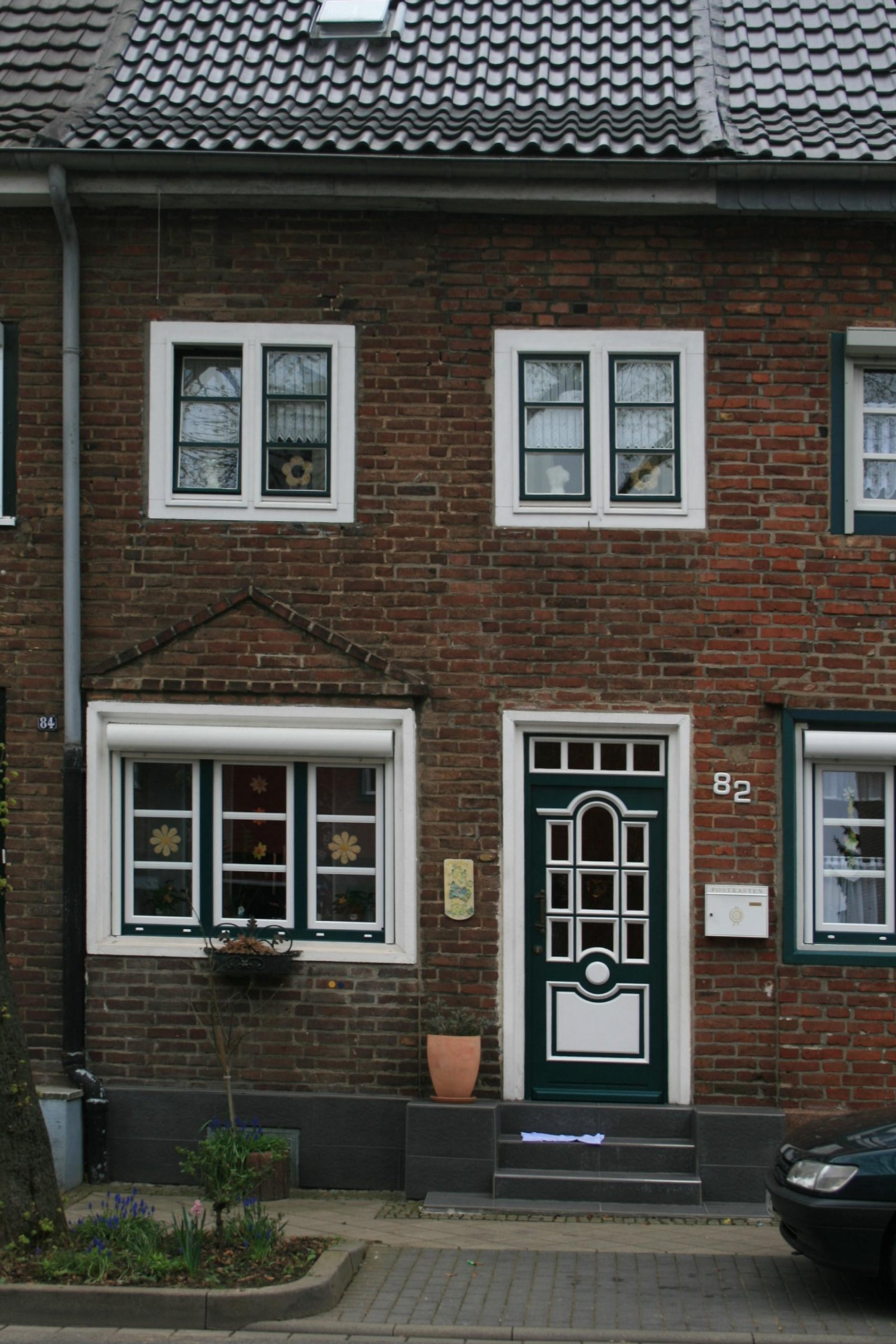
Brückenstraße 82